# Al Doilea Război Congolez
Al Doilea Război Congolez, cunoscut și cu numele de Marele Război African, a început în Republica Democratică Congo în august 1998, la puțin peste un an după Primul Război Congolez, și a rezultat cam din aceleași probleme. În cele din urmă, implicând beligeranți de pe tot continentul african, războiul s-a încheiat oficial în iulie 2003, când Guvernul de tranziție al Republicii Democratice Congo a preluat puterea. Deși un acord de pace a fost semnat în 2002, violența a continuat în mai multe regiuni ale țării, în special în est. Ostilitățile au continuat de atunci prin insurgența în curs de desfășurare a Armatei de Rezistență a Domnului și conflictele din Kivu și Ituri. Nouă țări africane și aproximativ douăzeci și cinci de grupuri armate au fost implicate în război.
În 2008 Comitetul Internațional de Salvare a estimat că războiul și consecințele sale au provocat 5,4 milioane de morți, în principal din cauza bolilor și a malnutriției, făcând din cel de-al Doilea Război din Congo cel mai ucigător conflict din lume de la cel de-al Doilea Război Mondial încoace. Alte 2 milioane au fost strămutate din casele lor sau au căutat azil în țările vecine. Așa-numitele minerale de conflict au fost o sursă majoră de finanțare a războiului și a luptelor ulterioare.